# Gmina Kruszewo
Gmina Kruszewo (mac. Општина Крушево) – gmina miejska w środkowej Macedonii Północnej.
Graniczy z gminami: Mogiła od południowego wschodu, Kriwogasztani od wschodu, Dołneni od północnego wschodu, Makedonski Brod od północy, Płasnica od północnego zachodu i Demir Hisar od zachodu.
Skład etniczny
- 62,79% – Macedończycy
- 21,31% – Albańczycy
- 10,53% – Arumuni
- 3,25% – Turcy
- 1,41% – Boszniacy
- 0,71% – pozostali

W skład gminy wchodzą:
- miasto: Kruszewo;
- 18 wsi: Ałdanci, Arilewo, Beluszino, Birino, Borino, Buczin, Dołno Diwjaci, Gorno Diwjaci, Jakrenowo, Miłoszewo, Norowo, Ostriłci, Presił, Pusta Reka, Sażdewo, Sełce, Sweto Mitrani, Wrboec.